# 甲方乙方
《甲方乙方》是一部由冯小刚导演，葛优、刘蓓、何冰和冯小刚主演喜剧片。该片于1997年12月20日在中国上映，获得了3000万人民币的票房收入，其中有1150万的票房收入来自北京。2000年9月18日，《甲方乙方》在新加坡公开上映。

## 筹备与命名
《甲方乙方》是冯小刚编剧、导演的第一部贺岁喜剧片，也是北京电影制片厂第一次和北京紫禁城影业有限责任公司合作拍摄贺岁片，出品人为张和平、韩三平。起初，剧组给电影起了许多名字，《好梦献给你》、《比火还热的心》、《成全你陶冶我》等，但都不是非常满意。后来，出品人张和平在机场候机时，想到这部电影讲的都是签合同实现梦想的事，便提议命名为《甲方乙方》。导演冯小刚觉得“这个名字很有悬念，听起来也挺脆生的，别具一格。”于是，便将这部影片名称定为《甲方乙方》。

## 角色

### 主角
- 葛优饰姚远，好梦一日游的一员，鬼点子很多。为人善良、聪明，在影片的最后，无偿地将自己的新房借给妻子患癌症的技术员。
- 刘蓓饰周北雁，好梦一日游的一员，加入梦想成真前是副导演，后来与姚远结婚。
- 何冰饰梁子，好梦一日游的一员，为人机灵、聪明。
- 冯小刚饰钱康，好梦一日游的领导，为人善良、热心，不在乎名利，最后决定将梦想成真变成慈善机构，免费为人民服务。

### 配角
- 英达饰巴顿，开了一家书店，但梦想着上前线当巴顿将军。
- 徐帆饰唐丽君，著名影星，最大的梦想是过普通人的生活。
- 杨立新饰技术员，妻子罹患癌症，梦想是有一套自己的住房，与妻子共度她人生的最后阶段。
- 李琦饰胖厨子，在一家餐馆当川菜厨子，肚子里藏不住秘密，梦想是做一个守口如瓶的人。
- 傅彪饰张富贵，有一个对他百依百顺的妻子，总让妻子受气，于是他想尝一尝受气的滋味。
- 李滨饰齐大妈，居委会的大妈，操心着社区的大事小情，是“好梦一日游”的上级领导。
- 叶京饰尤老板，公司老板，腰缠万贯，整天大鱼大肉，梦想是过几天苦日子。
- 刘震云饰失恋青年，找不到媳妇，又多次失恋，于是打算轻生。
- 王小柱饰经纪人，唐丽君的经纪人。
- 李域饰黑人羊倌，羊倌，在巴顿的好梦一日游里充当美军黑人士兵。
- 张秋芳饰张富贵妻
- 阿威饰保镖甲，唐丽君的保镖。
- 姚青饰保镖乙，唐丽君的保镖。
- 孟赫饰技术员妻
- 马永玲饰姚远二舅，尤老板在好梦一日游里住在他家。
- 孙桂田饰二舅妈

## 剧情介绍
姚远、周北雁、钱康、梁子，四个善良、智慧又善解人意的自由职业者开办了一項“好梦一日游”服務，业务主要是帮助客户实现他们的梦想，让他们过上梦想成真的一天。
书店老板渴望上前线当将军，于是他们四人便重现电影巴顿将军的场景，让书店老板扮演巴顿。
川菜厨子肚子里藏不住秘密，什么事情都往外说，这让周围的人都不愿意跟他说话；厨子找到四人，想过一天守口如瓶的瘾，于是四人就假装对他进行严刑拷打，让他尝到了英勇就义的滋味。
歌星唐丽君不堪歌迷的骚扰，梦想着过正常人的生活，姚远便帮她开新闻发布会，表示她要退出演艺圈，实现了她当普通人的梦想，可是后来，唐丽君又嫌普通人生活平淡，后悔退出演艺圈。
一个青年因为找不媳妇，又多次失恋而打算轻生，于是周北雁就扮作阿拉伯公主，假装喜欢上了他，要他保护好身体，等她回来，这出戏也让给了青年希望。
张富贵有一个对他百依百顺的妻子，妻子什么都听他的，也受了不少气，张富贵也想尝尝受气的滋味，于是姚远、周北雁就扮作地主，给张富贵气受，这让张富贵知道了受气的滋味，从此开始好好对待他的妻子。
尤老板是姚远的老朋友，腰缠万贯，整天吃生猛海鲜，渴望过一过苦日子，于是姚远便把他送到山村。两个月后，四人接回了尤老板。尤老板知道了苦日子不好过，打算给山村投资一个养鸡场。
一个技术员的妻子罹患癌症，而他们至今也没有自己的住房，技术员十分苦恼，他梦想着有一套住房，与妻子共度她人生的最后阶段。姚远和周北雁很大方的借出了他们自己的新房，让技术员的妻子不带遗憾地离开人世。
最后，四人决定把好梦一日游变成一个慈善组织，不为赚钱，免费为人民服务。

## 片尾歌曲
歌手韩磊演唱的《相知相爱》。

## 外景地
巴顿的指挥总部是北京黑山扈原上义师范学校旧址圣若瑟楼。尤老板住的村是爨底下村。尤老板趴在土城墙上巴望来人接是在鸡鸣驿。失恋青年夜会阿依土拉公主是在人定湖公园。

## 发行
2013年《甲方乙方》版权方紫禁城影业授权华录修复、新索音乐压盘出版发行了该影片的高清化蓝光影碟，并收录在限量发行3000套的《冯小刚跨世纪经典电影三部曲》（《甲方乙方》、《没完没了》、《不见不散》）影碟合集中，影碟合集附赠的DVD还特别收录了改影片的制作花絮和主题曲MV。